# Vito d'Asio
Vito d'Asio (friülà Vît) és un municipi italià, dins de la província de Pordenone. L'any 2007 tenia 891 habitants. Limita amb els municipis de Castelnovo del Friuli, Cavazzo Carnico (UD), Clauzetto, Forgaria nel Friuli (UD), Pinzano al Tagliamento, Preone (UD), Tramonti di Sotto, Trasaghis (UD) i Verzegnis (UD).

## Administració
| Període | Identitat        | Partit        |
| ------- | ---------------- | ------------- |
| 2004-   | Vincenzo Manelli | Llista Cívica |